# كورت أدولف
كورت أدولف (بالألمانية: Kurt Adolff)‏ مواليد 5 نوفمبر 1921 في شتوتغارت، كان سائق فورملا 1 ألماني سابق كان قد بدأ مسيرته الاحترافية عام 1953. كان أول سباق له هو سباق الجائزة الكبرى الألماني 1953.